# Julia Navarrete Guerrero
Julia Navarrete Guerrero (30 de junio de 1881 - 21 de noviembre de 1974) - Julia de las Espinas del Sagrado Corazón - fue una religiosa profesa católica mexicana, fundadora de la Congregación de Misioneras Hijas de la Purísima Virgen María. Navarrete sintió que su vocación era promover la educación religiosa desde que era una estudiante adolescente, incluso antes de que se trasladará a la capital donde conocería al sacerdote jesuita Alberto Cuscó quien la formaría en la vida religiosa. Poco después de eso, se convirtió en monja y se dedicó a fundar escuelas y misiones tanto en México como en los Estados Unidos, donde comenzó en Texas. Su hermano, Juan María Navarrete Guerrero, se convirtió en arzobispo de Hermosillo y su proceso de beatificación está en curso.
Su proceso de beatificación se inició en México en 1985 y el Papa Juan Pablo II la tituló más tarde como Venerable el 22 de junio de 2004 como confirmación de que Navarrete mantuvo la virtud heroica en su vida.

## Biografía
Julia Navarrete Guerrero nació en Oaxaca el 30 de junio de 1881 de padres piadosos, el profesor Demetrio Navarrete (quien se desempeñó como director de un colegio de profesores) y Julia Guerrero (profesora de música y canto). Sus hermanos, Francisco y Juan María ingresaron a la vida religiosa y sus otros hermanos fueron Florencio, Rafael y José. Desde su niñez mantuvo una profunda devoción a la Virgen María y al Sagrado Corazón de Jesús que fue promoviendo a lo largo de su vida. Su hermano Juan María se convirtió en arzobispo de Hermosillo y su beatificación está en curso mientras que su hermano Francisco se convirtió en sacerdote. Navarrete hizo su primera comunión a los siete años.
Fue educada en casa antes de ingresar a los doce años a una escuela para niñas en su ciudad natal, donde se hizo muy querida según sus compañeros y maestros. Desde los quince años comenzó a sentirse llamada a seguir a Jesucristo en su vida y se lo dijo a su confesor jesuita, el P. Antonio Repiso. Él le permitió hacer un voto privado de permanecer casta el 25 de marzo de 1898, que también recibió la aprobación de los padres. Pero en 1898, al final de su adolescencia, se sintió obligada a seguir el llamado de Dios y, por lo tanto, se mudó a la capital de México para tener un mayor discernimiento y fue en el apogeo de la Revolución Mexicana donde asistir a misa se convirtió en un peligro para la gente en algunos lugares. Fue en la capital donde conoció al sacerdote jesuita Alberto Cuscó, quien la animó a permanecer en la capital ya que él la ayudaría a alcanzar su visión de promover una educación cristiana a los demás y convertirse ella misma en profesa religiosa, y así, comenzó su formación el 5 de octubre de 1898 y ya en diciembre se le otorgó el hábito por primera vez. Navarrete hizo su profesión de fe inicial bajo Cuscó el 3 de mayo de 1901, poco antes de que los superiores jesuitas del sacerdote lo llamaran. Realizó su profesión perpetua en agosto de 1907.
En cierta ocasión el padre Alberto Cuscó Mir, SJ, le solicitó ocupar el cargo de religiosa superiora del primer convento. Sor Julia aceptó y junto con el padre Mir trabajó con prudencia y diligencia para empezar la fundación de la orden.
Más adelante, Sor Julia Navarrete y Guerrero junto con otras 12 religiosas más se marcharon a Aguascalientes donde se habló con el obispo y este monseñor tan devoto de la virgen autorizó la fundación de las Misioneras Hijas de la Purísima Virgen María, 
A sor Navarrete le gustó la perspectiva en su adolescencia de brindar una educación bíblica a todas las personas para acercarlas a Cristo. Navarrete luego fundó una congregación religiosa en 1903 y el Obispo Franciscano Observantes de Aguascalientes José María de Jesús Portugal Serrato aprobó la constitución de la orden y le encargó la apertura de una escuela. El obispo proporcionó las casas de la orden para usar, además de muebles y materiales; esta escuela se construyó en poco tiempo y se inauguró el 4 de enero de 1904. El obispo Serrato luego proporcionó la aprobación canónica diocesana para su orden el 12 de julio de 1904, mientras que la orden recibió la aprobación papal del Papa Juan XXIII algunas décadas más tarde, el 8 de noviembre de 1962.
En su tiempo al frente de su congregación religiosa fundó 51 escuelas y misiones en total, 47 en México y 4 en los Estados Unidos. Navarrete viajó al estado de Texas por primera vez por invitación de su diócesis de origen para comenzar a establecer escuelas y misiones allí; esta fue su primera visita a los Estados Unidos. Fue en la zona rural de Kingsville en 1916 que fundó un convento para sus monjas.
Navarrete se enfermó y continuo viviendo con la enfermedad durante un tiempo, hasta que finalmente falleció el 21 de noviembre de 1974 en Toluca. La hermana Maximina Cruz estuvo presente junto a su cama durante su última hora y la había cuidado durante su larga enfermedad. Sus restos están enterrados en una capilla de Aguascalientes.

## Proceso de beatificación
El proceso de beatificación se inició el 1 de marzo de 1985 una vez que la Congregación para las Causas de los Santos emitió el decreto oficial "nihil obstat" (es decir, sin objeciones) y tituló a Navarrete como Sierva de Dios; el proceso diocesano se llevó a cabo en la diócesis de Aguascalientes desde el 30 de junio de 1985 hasta el 21 de agosto de 1992, momento en el que se envió toda la documentación a los funcionarios de la CCS en Roma para una investigación adicional. Posteriormente, la CCS validó este proceso el 6 de marzo de 1993 y después recibió el expediente Positio de la postulación en 1997 para evaluarlo.
Nueve teólogos confirmaron a esta causa después de haber revisado el expediente el 19 de diciembre de 2003, al igual que los miembros de la CCS algunos meses después, el 4 de mayo de 2004. Navarrete recibió el título de Venerable el 22 de junio de 2004 después de que el Papa Juan Pablo II confirmara que la difunta religiosa había vivido una vida cristiana modelo de virtud heroica.
La beatificación de Navarrete depende de la confirmación papal de un milagro atribuido a su intercesión; a menudo es una curación que la medicina y la ciencia no logran explicar. Uno de estos casos fue investigado y enviado a las autoridades de Roma para una evaluación médica y teológica adicional y después de que el proceso diocesano de investigación recibió la validación de CCS el 8 de junio de 2017.
El actual postulador de esta causa es el sacerdote Romano Gambalunga de la Orden de los Carmelitas Descalzos.

### Milagro fallido
La causa se estancó el 3 de marzo de 2005 después de que los expertos médicos refutaran un posible milagro que se les había presentado después de considerar una explicación científica de la curación registrada. La CCS había validado el caso el 19 de noviembre de 2009 y lo había enviado al panel médico para su evaluación.